# Красный Богатырь (Владимирская область)
Красный Богатырь — посёлок в составе Андреевского сельского поселения Судогодского района Владимирской области.

## География
Расположен в 12 км на север от посёлка Андреево. В посёлке заканчивается железнодорожная ветка от станции Нерудная.

## История
Известен с 1858 года, когда в деревне был основан Болотский (позднее Александровский) стекольный завод.
В XIX — первой четверти XX века Александровский стекольный завод входил в состав Милиновской волости Судогодского уезда, с 1926 года — в составе Судогодской волости Владимирского уезда. В 1905 году в посёлке числилось 26 дворов.
С 1929 года посёлок при заводе «Красный Богатырь» входил в состав Судогодского района, с 1945 года — рабочий посёлок Красный Богатырь, с 2005 года — сельский населённый пункт в составе Андреевского сельского поселения.

## Население
| 1905 | 1926 | 1959  | 1970  | 1979 | 1989  | 2002  |
| ---- | ---- | ----- | ----- | ---- | ----- | ----- |
| 258  | ↗545 | ↗1856 | ↘1222 | ↘995 | ↗1019 | ↗1043 |
| 2010 | 2021 |       |       |      |       |       |
| ↘966 | ↘930 |       |       |      |       |       |

## Инфраструктура
В посёлке расположены Краснобогатырская средняя общеобразовательная школа (в 1990 году построено новое здание), детский сад, фельдшерско-акушерский пункт, сельский дом культуры, отделение федеральной почтовой связи.

## Экономика
В посёлке находился стекольный завод «Богатырь» (основан в 1858 году), первоначально именовался Болотским, затем — Александровским. В настоящее время находится в разрушенном состоянии, линия железной дороги соединяющая завод с ж/д магистралью в 2006 году демонтирована.